# Mar de Làptev
El mar de Làptev (en rus, мо́ре Ла́птевых, more Làptevikh) és la part de l'oceà Àrtic que banya les costes de la Sibèria oriental, entre la península de Taimir i l'arxipèlag de la Terra del Nord a l'oest, on comunica amb el mar de Kara a través de l'estret de Vilkitski, i les illes de Nova Sibèria a l'est, que el separen del mar de la Sibèria oriental. Els límits septentrionals van des del cap Àrtic (situat a 79°N i 139°E) fins al cap Anisi. Té una extensió aproximada de 672.000 km². És navegable durant els mesos d'agost i setembre, ja que la resta de l'any està glaçat. Rep el nom dels exploradors russos Dmitri Làptev i Khariton Làptev.

## Geografia

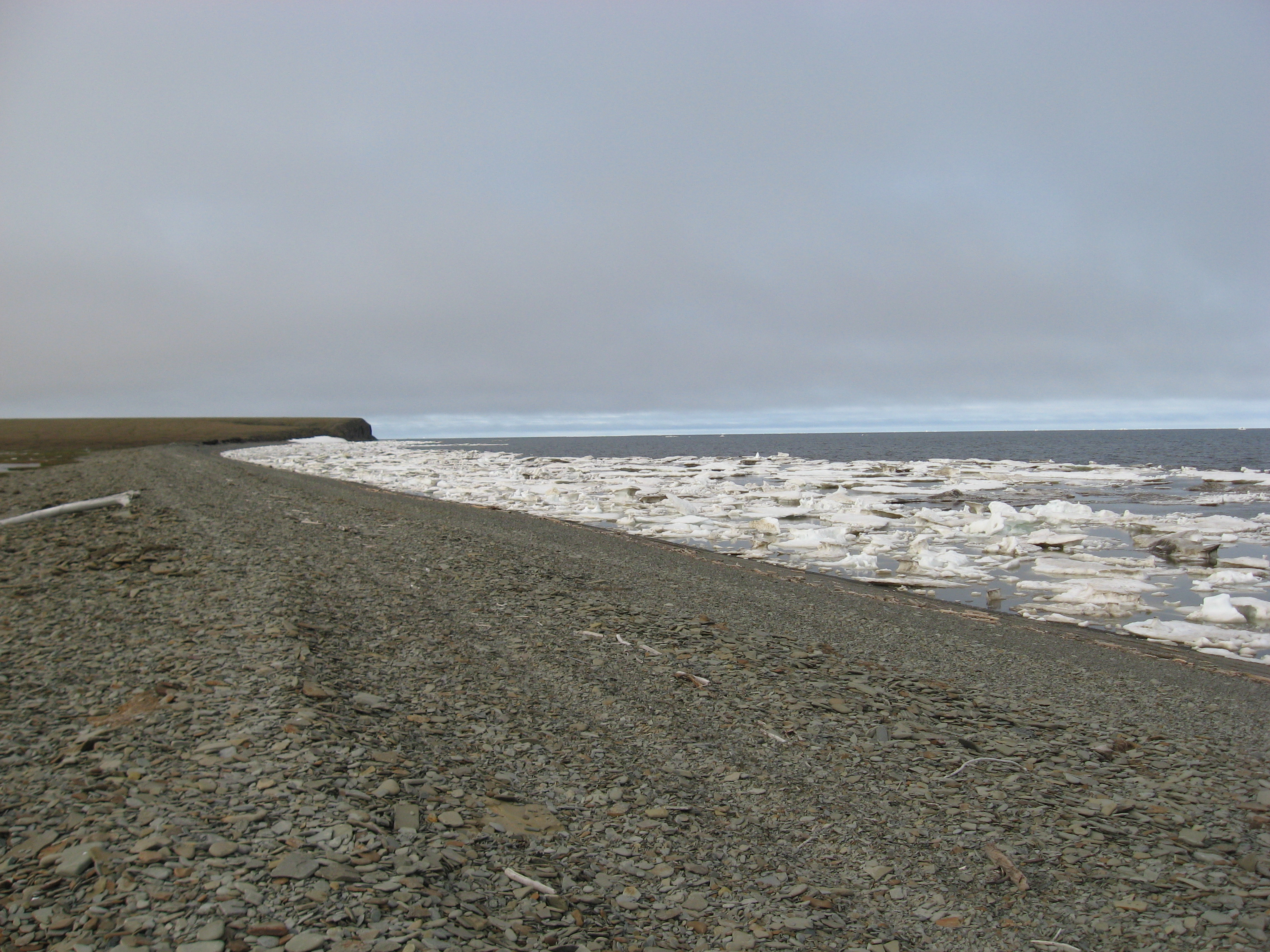
La riba de la badia d'Anabar.

El riu Lena, amb el seu gran delta, és el riu més gran que desemboca al mar de Làptev, i és el segon riu més gran de l'Àrtida russa després del Ienissei. Altres rius importants són l'Anabar, l'Oleniok o Olenek, l’Omoloi, el Iana i el Khàtanga, aquest darrer en forma d'estuari del mateix nom que el riu. Els principals golfs de la seva costa son el golf de Khàtanga, el golf d'Oleniok, el golf de Buor-Jaia i la badia del Iana.
Les costes del mar són sinuoses i formen golfs i badies de diverses mides. El paisatge costaner també és divers, amb petites muntanyes prop del mar en alguns llocs.
Hi ha diverses desenes d'illes amb una superfície total de 3.784 km², majoritàriament a la part occidental del mar i als deltes fluvials. Les tempestes i corrents a causa de la descongelació del gel erosionen significativament les illes, de manera que les illes Semenovski i Vasilievski 74°12"N, 133°E) que van ser descobertes el 1815 ja han desaparegut. Els grups d'illes més significatius són la Terra del Nord, Komsomolskaya Pravda, Vilkitsky i Faddei, i les illes individuals més grans són Bolxoi Beguitxev (1764) km²), Belkovski (500 km²), Mali Taimir (250 km²), Stolbovói (170 km 2), Starokadomski (110 km²), i Peschanii (17 km²). (vegeu Illes del mar de Làptev)
Més de la meitat del mar (53%) descansa en una plataforma continental amb una profunditat mitjana per sota de 50 m i les zones al sud dels 76°N són menys profundes de 25 m. A la part nord, el fons marí cau bruscament fins al fons oceànic amb una profunditat de l'ordre d’1 km (22% de la superfície del mar). Allà està cobert de llim, que es barreja amb gel a les zones poc profundes.
El mar de Làptev està limitat al sud per la terra baixa de Sibèria oriental, una plana al·luvial composta principalment per sediments d'origen marí que es remunta a l'època en què tota la zona estava ocupada pel mar de Verkhoiansk, un mar antic a la vora del crató siberià. en el període pèrmic. Amb el pas dels segles, a poc a poc, la major part de la zona que limitava el mar al sud es va anar omplint dels dipòsits al·luvials dels rius moderns.

## Clima
El mar té un clima rigorós amb temperatures inferiors a 0 °C durant més de nou mesos a l'any, baixa salinitat de l’aigua, escassetat de flora, fauna i població humana, i profunditat inferior a 50 metres. Es congela la major part del temps, encara que generalment és clar a l'agost i al setembre.
Per primer cop des que es tenen registres, en octubre de 2020 el gel encara no s'havia format pel calor estranyament prolongat al nord de Rússia i la intrusió de les aigües de l'Atlàntic, i aquest fet podria tenir efectes col·laterals en la regió polar amb estius sense gel.

## Gel

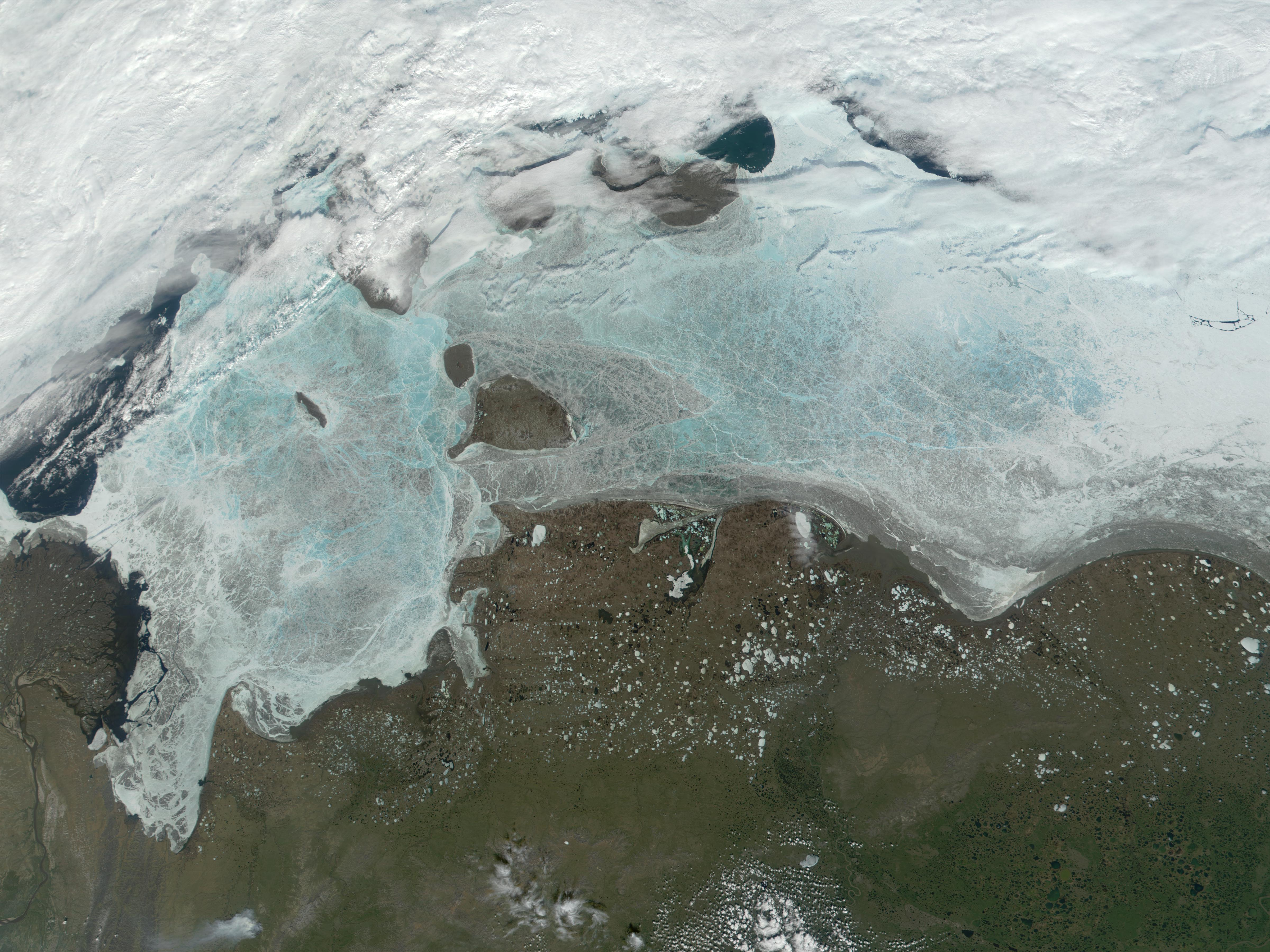
El mar gelat de Làptev. L'aprimament del gel revela el color blau i verd de l'aigua. Les Illes Nova Sibèria es troben a prop del centre i la Gran Polinya Sibèrica es troba a la part esquerra de la imatge.

El mar de Làptev és una font important de gel marí àrtic. Amb una sortida mitjana de 483.000 km² per any durant el període 1979–1995, aporta més gel marí que el Mar de Barentsz, el mar de Kara, el mar de Sibèria oriental i el Mar dels Txuktxis junts. Durant aquest període, la sortida anual va fluctuar entre 251.000 km² el 1984–85 i 732.000 km² el 1988-89. El mar exporta quantitats substancials de gel marí en tots els mesos excepte juliol, agost i setembre.
Normalment, la formació de gel comença al setembre al nord i a l'octubre al sud, tot i que ha començat progressivament més tard a causa del canvi climàtic impulsat per l'home. El 2020, Sibèria va experimentar un rècord de calor i la formació no va començar fins a finals d'octubre, cosa que va marcar l'últim inici mai registrat. La formació de gel dona lloc a una gran capa de gel contínua, amb un gruix de fins a 2 m a la part sud-est del mar així com a prop de la costa. La capa costanera acaba a la profunditat de l'aigua de 20-25 m que es troba a diversos centenars de quilòmetres de la costa, per tant, aquest gel costaner cobreix un 30% de la superfície del mar. El gel deriva cap al nord cap a aquesta banda costanera, i es formen diverses polinyes pels vents càlids del sud que hi ha al voltant. Tenen diversos noms, com ara la Gran Polinya Sibèrica, i poden estendre's per molts centenars de quilòmetres. La capa de gel generalment comença a fondre des de finals de maig fins a principis de juny, creant aglomerats de gel fragmentats al nord-oest i sud-est i sovint revelant restes dels mamuts. La formació del gel varia d'un any a l'altre, amb el mar clar o completament cobert de gel.

## Hidrologia
El mar es caracteritza per les baixes temperatures de l'aigua, que oscil·la entre -1,8 °C al nord fins a -0,8 °C a les parts del sud-est. La capa d'aigua mitjana és més càlida, fins a 1,5 °С perquè és alimentada per les càlides aigües atlàntiques. Els triguen 2,5-3 anys a arribar al mar de Làptev des de la seva formació prop de Spitsbergen. La capa més profunda és més freda a uns −0,8 °С. A l'estiu, la capa superficial de les zones lliures de gel s'escalfa pel sol fins a 8-10 °С a les badies i 2-3 °С a mar obert, i es manté a prop de 0 °С sota el gel. La salinitat de l'aigua es veu afectada significativament pel desglaç del gel i l'escorrentia del riu. Aquest últim és d'uns 730 km³ i formaria un 135 cm de capa d'aigua dolça sobre tot el mar; és el segon més gran del món després del mar de Kara. Els valors de salinitat varien a l'hivern des del 20 al 25‰ (parts per mil) al sud-est fins al 34‰ al nord del mar; disminueix a l'estiu fins a 5–10‰ i 30–32‰ respectivament.
La major part de l'escorrentia del riu (al voltant del 70% o 515 km³/any) és aportat pel riu Lena. Altres contribucions importants són de Khàtanga (més de 100 km³), Oleniok (35 km³), Iana (més de 30 km³) i Anabar (20 km³), amb altres rius aportant uns 20 km³. A causa de l'estació de fusió del gel, al voltant del 90% de l'escorrentia anual es produeix entre juny i setembre, amb un 35-40% només a l'agost, mentre que el gener només aporta el 5%.
Els corrents marins formen un cicló que consisteix en el rierol cap al sud prop de Severnaia Zemlia que arriba a la costa continental i la recorre d'oest a est. Després s'amplifica pel flux del riu Lena i es desvia cap al nord i nord-oest cap a l'oceà Àrtic. Una petita part del cicló es filtra per l’estret de Sannikov fins al mar de Sibèria oriental. El cicló té una velocitat de 2 cm/s que disminueix cap al centre. El centre del cicló deriva amb el temps que altera lleugerament el caràcter del flux.
Les marees són majoritàriament semi-diürnes (pugen dues vegades al dia), amb una amplitud mitjana de 0,5. Al golf de Khàtanga pot arribar als 2 m a causa de la forma d'embut del golf. Aquesta onada es nota llavors fins a una distància inusualment llarga de 500 km fins al riu Khàtanga: l'onada s'esmorteix a una distància molt més curta en altres rius del mar de Làptev.
Les variacions estacionals del nivell del mar són relativament petites: el nivell del mar puja fins a 40 cm a l'estiu prop dels deltes fluvials i baixa a l'hivern. Els canvis induïts pel vent s'observen durant tot l'any, però són més freqüents a la tardor, quan els vents són forts i constants. En general, el nivell del mar puja amb els vents del nord i baixa amb els vents del sud, però segons la zona s'observa la màxima amplitud per a una direcció concreta del vent (p. ex. oest i nord-oest a la part sud-est del mar). Les amplituds mitjanes són d'1 a 2 m i poden superar 2,5 m prop de Tiksi.
A causa dels vents febles i les aigües poc profundes, el mar és relativament tranquil amb les onades normalment a 1 m. Al juliol-agost s'observen onades de fins a 4-5 m prop del centre del mar, i poden arribar 6 m a la tardor.

## Història i exploració

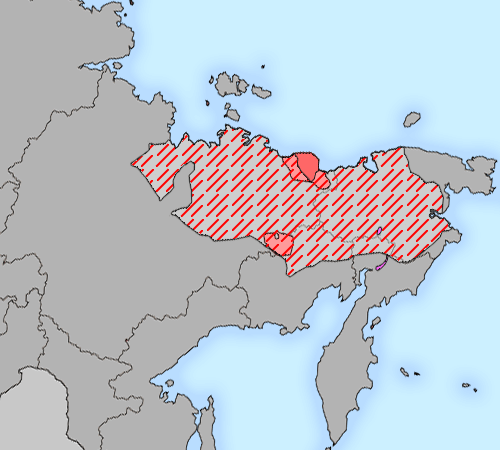
La distribució dels iukaguirs al segle XVII (eclosionat). Els txuvans estan marcats en rosa.

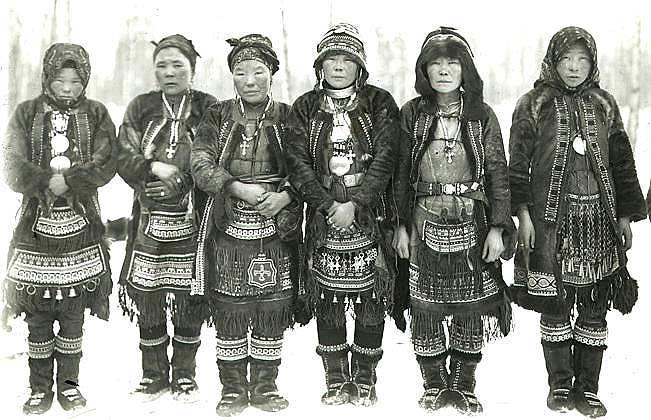
Fins i tot dones amb vestits ètnics, principis del.

La costa del mar de Làptev va ser habitada durant edats pels pobles nadius del nord de Sibèria, com els iukaguirs i els txuvans (subtribu dels iukaguirs). Aquestes tribus es dedicaven a la pesca, la caça i la cria de rens, ja que els trineus de rens eren essencials per al transport i la caça. Van ser incorporats i absorbits pels evens i evenkis al voltant del segle II i més tard, entre els segles IX i XV, per iacuts molt més nombrosos. Totes aquestes tribus es van traslladar al nord des de la zona del llac Baikal evitant enfrontaments amb els mongols. Mentre que tots practicaven el xamanisme, parlaven diferents idiomes.
Els russos van començar a explorar la costa del mar de Làptev i les illes properes en algun moment del segle xvii, passant pels rius que desembocaven al mar. Moltes exploracions primerenques probablement no es van informar, tal com indiquen les tombes trobades en algunes de les illes pels seus descobridors oficials. El 1629, els cosacs siberians van travessar el riu Lena i van arribar al seu delta. Van deixar una nota que el riu desemboca en un mar. El 1633, un altre grup va arribar al delta d'Oleniok.
El 1712, Iakov Permiakov i Merkury Vagin van explorar la part oriental del mar de Làptev i van descobrir l'illa Bolxoi Lyakhovsky. No obstant això, van ser assassinats a la tornada de la seva expedició per membres de l'equip amotinats. El 1770, el comerciant Ivan Lyakhov va tornar a visitar les illes i després va demanar permís al govern per desenvolupar comercialment els seus recursos d'ivori. Caterina II va concedir el permís i va posar a les illes el nom de Liakhov. Mentre explorava la zona a la dècada de 1770, Liakhov va descriure diverses altres illes, inclosa Kotelny, que va anomenar així després d'una gran tetera (rus: котёл – kotel) deixat allà pels visitants anteriors. També va establir els primers assentaments permanents en aquestes illes.
L'any 1735, l'explorador rus de Sibèria Vasili Pronchitxev va navegar des de Iakutsk pel riu Lena amb el seu balandre Iakutsk. Va explorar la costa oriental del delta de la Lena i es va aturar per hivernar a la desembocadura del Riu Oleniok. Malauradament, molts membres de la seva tripulació van emmalaltir i van morir, principalment d’escorbut. Malgrat aquestes dificultats, el 1736, va arribar a la costa oriental de la península de Taymyr i es va dirigir al nord examinant la seva costa. Prontxixev i la seva dona van sucumbir a l'escorbut i van morir a la tornada. La badia de Maria Prontxishtxeva al mar de Làptev porta el nom de l'esposa de Prontxitxev.
Durant la Gran Expedició del Nord de 1739–1742, l'explorador rus a l'Àrtic i vicealmirall Dmitri Làptev va descriure la costa del mar des de la desembocadura del riu Lena, al llarg dels golfs de Buor-Khaya i Yana, fins a l'estret que porta el seu nom, l'estret de Dmitri Làptev. Com a part de la mateixa expedició, el cosí de Dmitry, Khariton Làptev, va dirigir un grup que va estudiar la costa de la península de Taimir a partir de la desembocadura del riu Khàtanga.

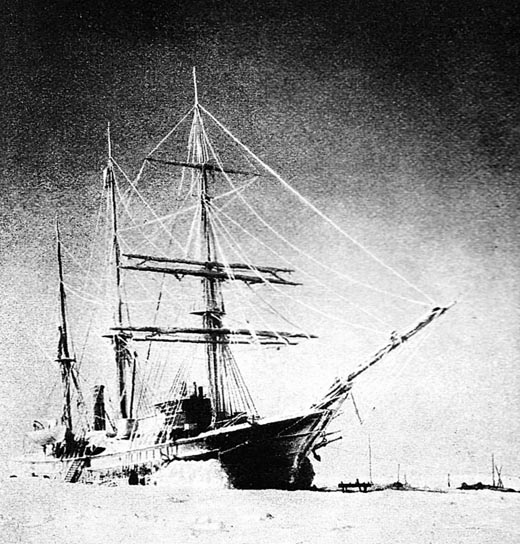
Zarya el 1902 durant la seva segona hivernada

Pyotr Anjou va fer una cartografia detallada de la costa del mar de Làptev i les illes de Nova Sibèria, que entre 1821 i 1823 va viatjar uns 14000|km sobre la regió en trineus i embarcacions petites, buscant la Terra Sannikov i demostrant que es poden realitzar observacions costaneres a gran escala sense vaixells. Les Illes Anjou (la part nord de les illes de Nova Sibèria) van rebre el seu nom. El 1875, Adolf Erik Nordenskiöld va ser el primer a creuar tot el mar en un vaixell de vapor Vega.
El 1892–1894, i de nou el 1900–1902, el baró Eduard von Toll va explorar el mar de Làptev en el curs de dues expedicions separades. Al vaixell Zarya, Toll va realitzar estudis geològics i geogràfics a la zona en nom de l'Acadèmia Imperial de Ciències de Rússia. En la seva última expedició, Toll va desaparèixer a les illes de Nova Sibèria en circumstàncies misterioses. Toll va observar acumulacions importants i econòmicament significatives d’ivori fòssil perfectament conservat a les platges recents, zones de drenatge, terrasses fluvials i llits fluvials dins de les illes de Nova Sibèria. Els estudis científics posteriors van demostrar que l'ivori es va acumular durant un període d'uns 200.000 anys.
El nom del mar de Laptev va canviar diverses vegades. Aparentment ho era conegut com el mar Tàrtar (rus: Татарское мо́ре) al segle xvi, el mar de Lena (rus: Ленское мо́ре) al segle xvii, el mar de Sibèria (rus: Сибирское мо́ре) al segle xviii, i el mar gelat (rus: Ледовитое мо́ре) al segle XIX. Va adquirir el nom de Nordenskjold Sea (rus: мо́ре Норденшельда) el 1893. El 27 de juny de 1935, el mar finalment va rebre el seu nom actual després dels cosins Dmitry Laptev i Khariton Laptev que van cartografiar per primera vegada les seves costes entre 1735 i 1740.

## Fauna
La biodiversitat del mar és baixa i varia en funció de la profunditat de l'aigua, la salinitat i els sediments de gel marí. La capa d’aigua situada directament sota el gel està habitada per un gran nombre de larves naupli i dos grups ecològics, la fauna pelàgica subglaçada que s’origina a partir del plàncton d’aigües superficials, i la fauna de gel que migra cap al límit de la capa des de l'interior del gel. La més abundant és la pelàgica, tant en nombre d’espècies com en l’abundància. Tots dos grups comprenien principalment copèpodes petits, i també foraminífers i els pteròpodes, per exemple, també es produïen regularment.

## Presència humana
La costa del mar de Làptev va estar habitada durant segles pels pobles nadius del nord de Sibèria com els yukaghirs i els chuvans (sub-tribu dels yukaghirs), que es dedicaven a la pesca, i la caça i la cria de rens, ja que els trineus de rens eren essencials per al transport i la caça. Van ser units i absorbits per evens i evenks cap al segle ii i més tard, entre els segles IX i XV, per iakuts molt més nombrosos. Totes aquestes tribus es van desplaçar cap al nord des de la zona del llac Baikal evitant els enfrontaments amb els mongols. Mentre que tots practicaven el xamanisme, parlaven idiomes diferents. Finalment, els russos van desplaçar als iakuts.
Durant l'època soviètica, les zones costaneres de la mar de Làptev van experimentar un limitat auge a causa dels primers combois de trencaglaç que navegaven la Ruta al Mar de el Nord i per la creació de la Direcció de la Ruta de la Mar de el Nord. Tiksi va tenir un actiu aeroport i el port de Nordvik, a l'oest, es va convertir en una «creixent ciutat» però després de la dissolució de la Unió Soviètica, la navegació comercial a l'Àrtic siberià va entrar en declivi en el decenni de 1990, i ha quedat reduït a les rutes entre Múrmansk i Dudinka a l'oest, i entre Vladivostok i Pevek, al llunyà est de país, i els ports entre Dudinka i Pevek estan pròxims a veure desaparèixer tota navegació. Logashkino i Nordvik van ser abandonats i ara són poble fantasma.

## Exploració
Les exploracions russes de la zona van començar al segle XVII des del sud, pels grans rius que desemboquen al mar, com el Lena, el Khàtanga, l'Anabar, l'Oleniok, l'Omoloi i el Iana. El mar conté diverses dotzenes d'illes, moltes de les quals contenen restes de mamuts ben conservats.